# Igor Štohl
Igor Štohl (* 27. září 1964 Bratislava) je slovenský šachový velmistr a autor šachových knih. V listopadu 2023 měl 2424 FIDE Elo Nejvyšší hodnoty Elo (2600) dosáhl v roce 1999.

## Životopis
Štohl se naučil hrát šachy od své matky, když mu bylo 10 let. Trénoval ho mistr Ján Šefc (*1924). V roce 1982 byl druhý na juniorském mistrovství světa a rok na to získal titul mezinárodního mistra. V roce 1984 se stal mistrem Slovenska. Mezinárodním velmistrem se stal v roce 1992. Vyhrál více turnajů, nejvýznamnější z nich byl Dortmund 1991. Jako hráč je aktivní v řadě evropských družstev.
Je známý jako šachový teoretik zahájení a přispíval do známých šachových publikací. Jeho kniha Instructive Modern Chess Masterpieces (2001) získala cenu USCF za nejlepší knihu roku.
Už delší dobu spolupracuje s firmou ChessBase, kde je mimo jiné autorem CD o bývalém mistru světa Laskerovi. Má dvě dcery.

## Publikace
- Instructive Modern Chess Masterpieces, Gambit Publications Ltd, 2001 ISBN 978-1-901983-42-5
- Garry Kasparov's Greatest Chess Games, Volume 1, Gambit Publications Ltd, 2005
- Garry Kasparov's Greatest Chess Games, Volume 2, Gambit Publications Ltd, 2006